# Censy
Censy es una localidad y comuna francesa situada en la región de Borgoña, departamento de Yonne, en el distrito de Avallon y cantón de Noyers-sur-Serein.

## Demografía
| 119 | 178 | 167 | 177 | 133 | 137 | 123 | 125 | 110 | 104 | 105 | 88 | 95 | 97 | 97 | 73 | 77 | 71 | 67 | 65 | 61 | 61 | 63 | 60 | 64 | 69 | 63 | 42 | 33 | 28 | 40 | 50 | 55 |
| Para los censos de 1962 a 1999 la población legal corresponde a la población sin duplicidades (Fuente: INSEE [Consultar]) |     |     |     |     |     |     |     |     |     |     |    |    |    |    |    |    |    |    |    |    |    |    |    |    |    |    |    |    |    |    |    |    |